# Мамула
Вижте пояснителната страница за други значения на Мамула.
Мамула (Mammula; Mammulae) са патрициански клон на рода Корнелии.
Известни с този когномен:
- Авъл Корнелий Мамула (претор 217 пр.н.е.)
- Авъл Корнелий Мамула (претор 191 пр.н.е.)
- Публий Корнелий Мамула, претор 180 пр.н.е.
- Марк Корнелий Мамула, римски посланик 173 пр.н.е. в Египет